# Třeboňsko
Il Třeboňsko è una regione della Boemia Meridionale (Repubblica Ceca), vicino al confine con l'Austria, tra i distretti di Jindřichův Hradec e České Budějovice.
Con il patrocinio dell'UNESCO, divenne riserva naturale protetta nel 1977, grazie alla sua particolare conformazione, caratterizzata dall'alternarsi di pianure, foreste (che coprono il 42% del territorio), fiumi e stagni, e alla presenza di molte specie rare sia vegetali che animali, in special modo volatili.
Capoluogo del Třeboňsko è Třeboň, che si trova al centro di un vasto sistema di stagni, molti dei quali collegati tra di loro, creati artificialmente nel XVI secolo al fine di garantire cibo alle popolazioni locali tramite l'attività di pesca.
Il Třeboňsko è noto anche per essere stato per secoli feudo della famiglia Rosenberg, la cui monumentale tomba si trova sulle sponde di uno degli stagni, a Třeboň.